# Holotrichia monticola
Holotrichia monticola är en skalbaggsart som beskrevs av Moser 1915. Holotrichia monticola ingår i släktet Holotrichia och familjen Melolonthidae. Inga underarter finns listade i Catalogue of Life.